# Atlântica - Institut universitaire
Pour les articles homonymes, voir Atlanticus, Atlantica, Atlanticum.
 (février 2019).
Si vous disposez d'ouvrages ou d'articles de référence ou si vous connaissez des sites web de qualité traitant du thème abordé ici, merci de compléter l'article en donnant les références utiles à sa vérifiabilité et en les liant à la section « Notes et références ».
L'Atlântica - Institut universitaire (en portugais : Atlântica - Instituto Universitário) est une université privée située près du Taguspark, parc scientifique et technologique, à Oeiras, au Portugal.

## Histoire
Elle a été fondée en 1996 à l'initiative de professeurs d'université, de chercheurs, de banques, de sociétés privées et du gouvernement local d'Oeiras.
En 2014, l'entreprise Carbures (es) a acquis 87% du capital-actions du fonds qui gérait l'université.
En 2020, l'université Atlantique change de nom et devient l'Atlântica - Institut universitaire. Elle peut désormais délivrer des titres de doctorats,.

## Programmes
L'université délivre des formations dans quatre domaines :
- management
- sciences de la santé
- communication
- ingénierie